# Sleeping Dogs Lie
"Sleeping Dogs Lie" (también: "El sueño de los justos", en México "Los perros dormilones mienten") es el decimoctavo episodio de la segunda temporada de la serie estadounidense House. Fue estrenado el 18 de abril de 2006 en Estados Unidos y el 14 de noviembre de 2006 en España.

## Sinopsis
Anna es una mujer de 25 años que sin poder dormir durante 10 días intenta conciliar el sueño como de lugar. Por esa razón toma pastillas para dormir pero no lo consigue. 
House, aburrido por sus consultas rutinarias, se encuentra en una habitación durmiendo cuando Cuddy lo interrumpe con el caso de la mujer que no puede dormir.
House interpreta que la mujer está perturbada por el intento de suicidio que mejor debería ir a un psicólogo; Cuddy y House discuten que el cerebro se apaga, y esa mujer sin poder dormir a los cinco días estaría loca y a los 10 estaría muerta, así que es imposible que no pueda dormir y Cuddy le responde que una mujer sin dormir duró 11 días así que le quedaban 24 horas. House le causa curiosidad que tomo todas las pastillas del frasco para poder dormir y siguió despierta de una nueva e interesante caso.
Por otro lado Cameron discute con Foreman a razón de un artículo clínico de una niña con cáncer, diagnosticado por House. Cameron lo había escrito primero pero el de Foreman fue publicado antes. House entra y da el nuevo diagnóstico diferencial. Dialogan, Chase dice que podría ser Esquizofrenia, pero la respuesta de House es que en los exámenes no salieron nada de drogas, que solo tomo ibuprofeno para el dolor en la rodilla una semana antes. Diagnostican que también puede ser Enfermedad del nervio óptico Cameron hace las pruebas, Foreman entra a donde está Cameron y le ofrece ayuda, pero discuten nuevamente por el artículo y de repente se da cuenta de que la paciente duerme por leves minutos y ven que está en la fase 1 de ondas cerebrales. Luego hacen prueba para presión ocular y sale normal, no hay tumores, ni coágulos. 

House habla con ellos y les dice que no es bueno dejar a la paciente dormir por ningún motivo. Cameron alega que quitarles los minutos de sueño puede ser fatal. House contesta que es mejor diagnosticarla antes que muera, por esa razón el tiempo apremia en esos momentos. Los siguientes Exámenes los hace Foreman y Cameron, según House. Siguen discutiendo y cuando ven dormida a la paciente Foreman la levanta de forma brusca haciendo caso las exigencia de House, cuando ven que Anna presenta hemorragia rectal. Creen que pueden ser problemas de coagulación o del colon. Mientras hacen pruebas de colonos-copia la novia de la paciente Max la acompaña, mientras Chase y Cameron dialogan por el artículo Anna presenta problemas respiratorios. 
Los nuevos diagnósticos hemorragia nasal masiva que puede presentar malestares como los tuvo, Cameron opina que es neurotomía o también puede ser estrés extremo, House dice que puede ser erupción por hiedra venenosa que tiene los síntomas y hacen examen de Gragunomalos para wener. House y Cameron hablan en el pasillo de cómo fue posible que Foreman tuviera el caso, ella también y no le hubiera dicho nada. House responde que todo el mundo hace lo que le conviene. Mientras tanto Chase y Foreman hablan del por qué le quitó el ensayo y que debería pedirle disculpas o le al menos haberlr dicho a Cameron lo que hizo. Mientras Anna tiene un movimiento rápido de ojos (REM). El siguiente diferencial diagnostica que puede ser alergia Animal, cuando Max su novia le regaló un perro hacia un mes y House deduce que devolvió el perro para poder dejar a su novia y no tener una excusa para quedarse con ella, pero Cameron objeta eso y dice que eso no es posible que Anna no pudo haber mentido que era alérgica a los perros. Chase dice que deben hacer prueba de raspado, Cameron hace la prueba mientras le insinúa a Anna acerca de mentir sobre que era alérgica. Anna le confiesa que quiere dejar a Max, ya que se cansó de ella. Cameron se da cuenta de que la paciente tiene hemorragia interna masiva y su hígado está muerto. 
House al ver que su hígado está muerto decide hablar con la paciente y la novia le ofrece donar parte de su hígado ya que Anna va a entrar en coma y así le de más tiempo de saber que es lo que le pasa a Anna. El equipo ve que tienen 36 horas más para diagnosticarla gracias al hígado de Max, pero esto enfurece a Cameron porque deben decirle que la paciente piensa dejarla. Cuddy habla  acerca de los riesgos de morir en la cirugía después de la operación. Max se encuentra en recuperación de la operación y al final diagnostican que es la peste negra la que está causando todos los síntomas. Max habla con Cameron de que ahora Anna no podrá dejarla ya que es una heroína y Cameron se extraña porque pensó que no sabía que la quería dejar pero le dice que no es la mejor forma de hacer que te quiera otra persona.

## Diagnóstico
Peste negra

## Citas
En este caso las consultas de rutina se trata de madre e hijas que no hablan inglés sino mandarín. La señora presenta catarro o una simple gripe pero la niña que es la que sabe al traducir lo que su madre le quiere comunicar al doctor, pero al ver que la niña lo que quiere son píldoras anticonceptivas para poder planificar y tener relaciones con su novio. House se da cuenta de lo que quiere y le aconseja que es mejor que no espere que a la madre le de gripa para que ella poder planificar. 
Al final vuelven. La madre presenta síntomas de aumento de pechos. House ve que la niña confundió las pastillas de gripe con las anticonceptivas. Al ver que la niña le dice a su madre que el doctor confundió las pastillas House se da cuenta y le habla en mandarín. Le dice a la madre que su hija probablemente este embarazada.